# Istitutioni Harmoniche
Le Istitutioni Harmoniche sono il trattato principale di Gioseffo Zarlino sull'istruzione musicale. Sono uno sconfinato manuale musicale utile sia per la teoria che per la pratica. Zarlino divide l'opera in due parti: la prima relativa alla musica "contemplativa", la seconda alla "pratica". 